# Hydatomanicus klanklini
Hydatomanicus klanklini är en nattsländeart som beskrevs av Malicky och Chantaramongkol 1993. Hydatomanicus klanklini ingår i släktet Hydatomanicus och familjen ryssjenattsländor. Inga underarter finns listade i Catalogue of Life.